# Eulalia Sajdak-Michnowska
Eulalia Łucja Sajdak-Michnowska (ur. 26 grudnia 1935, zm. 2 stycznia 2021) – polska religioznawczyni, filozof, etyk, wykładowca akademicki, prof. dr hab.

## Życiorys
Obroniła pracę doktorską, następnie uzyskała stopień doktora habilitowanego. Została zatrudniona na stanowisku profesora w Wyższej Szkole Pedagogicznej im. Janusza Korczaka w Warszawie na Wydziale Nauk Humanistyczno-Społecznych w Olsztynie, oraz w Katedrze Filozofii na Wydziale Edukacyjno-Filozoficznym Akademii Pomorskiej w Słupsku.
Była profesorem nadzwyczajnym w Koszalińskiej Wyższej Szkole Nauk Humanistycznych.

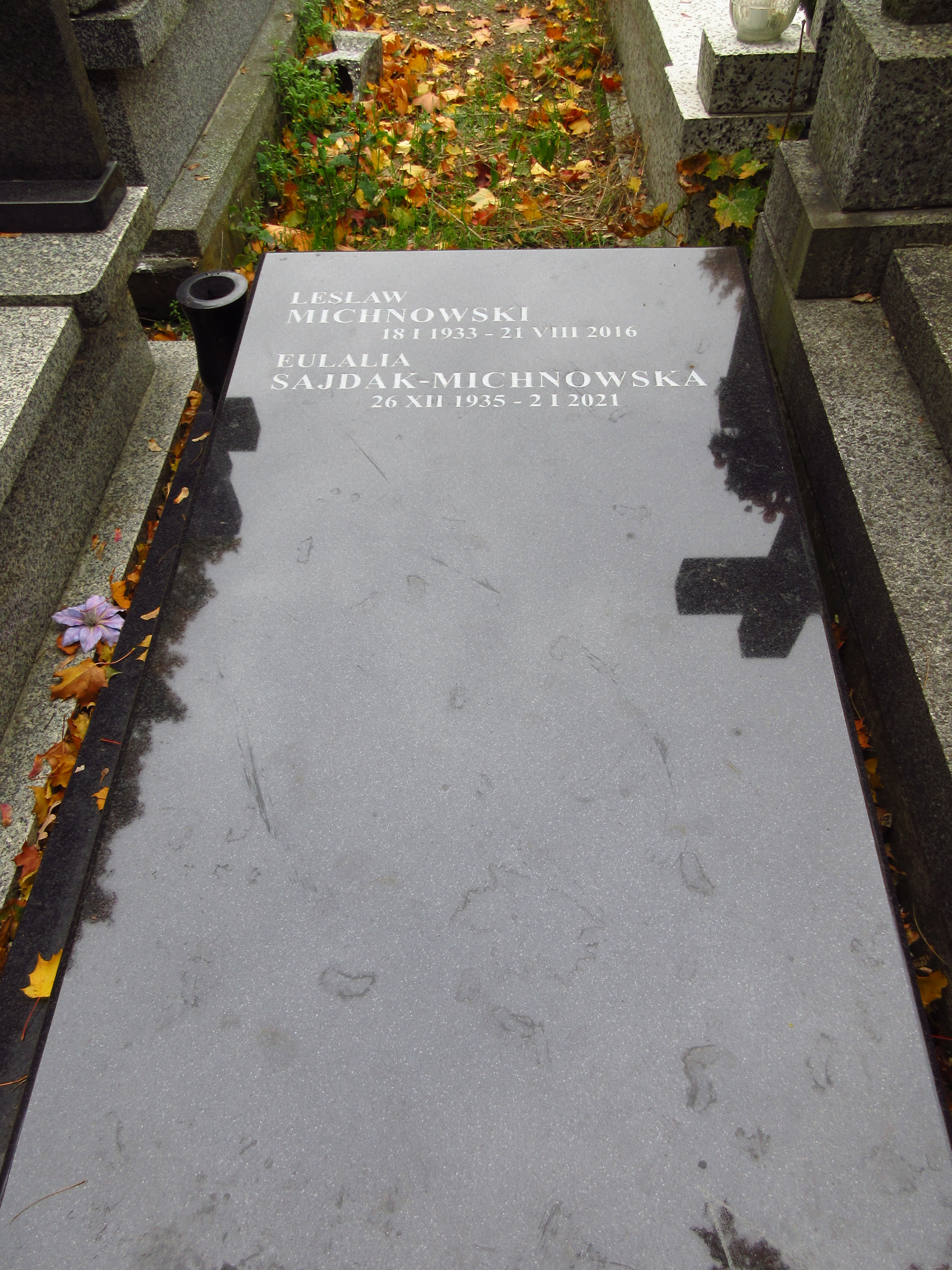
Grób profesor Eulalii Sajdak-Michnowskiej na Cmentarzu Bródnowskim.

Zmarła 2 stycznia 2021. Pochowana na Cmentarzu Bródnowskim (kwatera 33F-3-18).